# گراسیم آوشاریان
گراسیم آوشاریان (ارمنی: Գերասիմ Ավշարյան؛ روسی: Герасим Авшарян زادهٔ ۱۶ نوامبر ۱۹۷۲) نویسنده، روان‌شناس اهل ارمنستان است. وی از دانشگاه دولتی اقتصاد ارمنستان فارغ التحصیل شده‌است.